# Republikeinse Coördinatieraad
De Republikeinse Coördinatieraad van Hoofden van Politieke Partijen en Openbare Verenigingen (Wit-Russisch: Рэспубліканскі каардынацыйны савет кіраўнікоў палітычных партый і грамадскіх аб’яднанняў, Respublikanski kaardynacyjny saviet kiraŭnikoŭ palityčnych partyj i hramadskich abjadnanniaŭ) is een soort volksfront in Wit-Rusland bestaande uit hoofden van de verschillende pro-regeringspartijen en organisaties. De Republikeinse Coördinatieraad werd op 10 januari 2001 opgericht.
De Republikeinse Coördinatieraad van Wit-Rusland vertoont enige gelijkenissen met het in 2011 opgerichte Al-Russisch Volksfront in Rusland. 

## Aangesloten politieke partijen
| Aangesloten partijen                                                         | Aangesloten partijen                 | Aangesloten partijen                                 | Aangesloten partijen  | Aangesloten partijen     | Aangesloten partijen |
| #                                                                            | Afbeelding                           | Partij                                               | Russisch Wit-Russisch | Leider                   | Zetels (2019)        |
| ---------------------------------------------------------------------------- | ------------------------------------ | ---------------------------------------------------- | --------------------- | ------------------------ | -------------------- |
| 1.                                                                           | Logo Belaja Roes                     | Bielaja Roes(a)                                      | Белая Русь            | Gennadi Davydko          | 68 / 110             |
| 2.                                                                           |                                      | Communistische Partij van Wit-Rusland                | КПБ                   | Aleksei Sokol            | 11 / 110             |
| 3.                                                                           |                                      | Republikeinse Partij van de Arbeid en Gerechtigheid  | РПТС РППС             | Aleksandr Stepanov       | 6 / 110              |
| 4.                                                                           |                                      | Wit-Russische Patriottische Partij                   | БПП                   | Nikolai Ulachovitsj      | 2 / 110              |
| 5.                                                                           | Logo Wit-Russische Agrarische Partij | Wit-Russische Agrarische Partij                      | БАП                   | Michail Rusy             | 1 / 110              |
| 6.                                                                           |                                      | Sociaaldemocratische Partij van de Volksovereenkomst | СДПНС СДПНЗ           | Sergej Jermak            | 0 / 110              |
| 7.                                                                           | Logo BSSP                            | Wit-Russische Socialistische Sportieve Partij        | БССП                  | Vladimir Aleksandrovitsj | 0 / 110              |
| 8.                                                                           | Log RP                               | Republikeinse Partij                                 | РП                    | Oeladzimir Belazor       | 0 / 110              |
| (a): Formeel geen politieke partij, maar een publieke organisatie.           |                                      |                                                      |                       |                          |                      |
| Bron: Samenstelling van de Nationale Vergadering na de verkiezingen van 2019 |                                      |                                                      |                       |                          |                      |

## Enkele aangesloten massaorganisaties
- Wit-Russische Republikeinse Jeugdunie
- Federatie van Vakbonden van Wit-Rusland
- Wit-Russisch-Russisch Uniecomité
- Wit-Russische Verenigde Kozakken
- Nationale Academie van Wetenschappen van Wit-Rusland
- Wit-Russische Unie van Componisten[1]